# Гостев, Андрей Андреевич
Го́стев, Андре́й Андре́евич (род. 28 декабря 1950, Воронеж) — российский психолог, доктор психологических наук, ведущий научный сотрудник лаборатории истории психологии и исторической психологии Института психологии Российской академии наук. Ученик Б. Ф. Ломова, представитель Ленинградский школы психологии, специалист в области психологии представлений (вторичных образов) и роли образной сферы во внутреннем мире личности, один из создателей российской трансперсональной психологии.

## Биография
Андрей Гостев родился в Воронеже в 1950 году в семье военнослужащего, в 1968 г. окончил среднюю школу в Тбилиси, в 1973 — факультет психологии Ленинградского государственного университета. В студенческие годы учился у известных отечественных психологов: Б. Г. Ананьева, В. А. Ганзена, Л. М. Веккера, А. А. Крылова, А. А. Бодалёва, Е. С. Кузьмина и др. После окончания Ленинградского государственного университета начал работать в лаборатории специальных прикладных проблем Института психологии АН СССР в Москве, где в 1979 году окончил заочную аспирантуру и защитил кандидатскую диссертацию (тема диссертации — «Особенности пространственных представлений в операторской деятельности», научный руководитель — Б. Ф. Ломов). В дальнейшем занимался социальной и политической психологией (1984—1986), психологией средств массовой коммуникации (1986—1990, во время работы старшим преподавателем в Институте повышения квалификации работников Гостелерадио), психологией межнациональных отношений (1990—1997), историей генезиса психологического знания. Докторскую диссертацию по теме «Психология вторичного образа (субъект, феноменология, функции)» защитил в 2002 году в Санкт-Петербургском университете.
В 1990-е годы принимал участие в многочисленных национальных и международных конференциях и семинарах, а также в международных проектах. Среди них — миротворческие проекты с британскими и американскими экспертами в области конфликтологии: в 1991—1996 гг. он был старшим консультантом Международной федерации мира и согласия (бывшего Советского Комитета Защиты мира) и в рамках совместных усилий МФМС и лаборатории психологии межнациональных отношений ИП РАН (в которой он работал тогда под руководством П. Н. Шихирева) организовал и возглавил школу конфликтологии, осуществив ряд международных научно-практических проектов в «горячих точках» бывшего СССР, а также в Северной Ирландии.
Гостев учился на тренингах-семинарах Арнольда Минделла, участвовал в мероприятиях в области трансперсональной психологии. С 1996 года он стал постоянным делегатом от России на ежегодных конференциях Европейской трансперсональной ассоциации. В 1996 году на конференции Международной ассоциации трансперсональной психологии в Бразилии представлял Восточную Европу.
С конца 1980-х гг. Андрей Гостев принимал активное участие в создании российской трансперсональной психологии. Был вице-президентом Российского трансперсонального фонда, входил в редколлегию по переводу и изданию в России классиков трансперсональной психологии. Совместно с калифорнийским Институтом трансперсональной психологии и с В. Майковым стал соинициатором и соорганизатором «пилотажной» экспериментальной учебной программы по трансперсональной психологии в Высшем психологическом колледже при Институте психологии РАН (1994—1996). В настоящее время (2011) преподаёт трансперсональную психологию в НОУ ВПО «Институт Психоанализа».
В международном трансперсональном движении Гостев представляет православно-христианскую святоотеческую традицию, выступая с докладами на международных конференциях по трансперсональной психологии (доклады на конгрессах в Лиссабоне, 2002; Лондоне, 2004; Дели, 2008; Барселоне, 2009; Москве, 2010 и др.). В частности, на Всемирном конгрессе «Психология и духовность: пути интеграции», проходившем в Дели (Индия) 5-8 января 2008 года, его доклад назывался «Духовные видения и воображение с точки зрения святых отцов восточно-христианской Церкви».
Окончил Высшие православные богословские курсы и входит в преподавательский состав факультета православной психологии НЧОУ «Свято-Сергиевская православная богословская академия».
В рамках российско-американского научно-практического проекта «Землянин»(«Zemlyanin») совместно с В. А. Елисеевым и А. Г. Фоминым разрабатывает систему православно-христиански ориентированного психологического знания, направленную на изучение социально-психологических и духовно-нравственных аспектов глобализации.

## Научная деятельность
Андрей Гостев — специалист в области психологии представлений (вторичных образов) и роли образной сферы во внутреннем мире личности. Он разрабатывает новое направление психологии и метафизики образно-символического познания: имаго-символосферу человека и общества. В сферу его научных интересов входит большое число дисциплин — психология религии, социальная психология (этнопсихология, психология межнациональных отношений и СМИ), психология личности, психоанализ, трансперсональная психология, духовно-ориентированное психологическое консультирование, богословие, философия, история, культурология, политика. В своих исследованиях он обращается к проблемным областям человеческого познания, ранее не подлежавших научно-психологическому анализу.
Андрей Гостев осуществил концептуализацию образной сферы и ввёл понятие её «трансляционной функции» как специфицированной и ответственной за символическое познание и глубинный контакт субъекта с многомерными реалиями внешнего и внутреннего мира, что позволило продвинуть решение ряда теоретических проблем психологии, — например, таких, как: полифункциональность психического образа и его онтологический статус, резервные возможности психики и др. Он исследовал вопросы, связанные с личностным измерением вторичных образов, — углублённое самопознание, практическая работа с образной сферой, интерпретация сновидений, трансформация (развитие и регресс) сознания и др. По словам академика РАО В. А. Пономаренко, доктора медицинских наук, предлагаемая Гостевым теория образной сферы личности является «решением крупной научной проблемы исследования глубин тонкого невидимого духовного мира и онтологического единства нашего Я».
В 2000-е гг. начал самостоятельную разработку методологических вопросов и этических аспектов трансперсональной психологии, что привело к его научным разногласиям с ведущими представителями трансперсонального движения в России. В последние годы[какие?]уделяет большое внимание анализу святоотеческой духовно-нравственной и психологической традиции.
Автор около 100 печатных работ.

### Монографии
- Гостев А. А.. «Образная сфера человека». М.: Институт психологии РАН, 1992.
- Гостев А. А. «Эволюция сознания в разрешении глобальных конфликтов». М.: Институт психологии РАН; Федерация мира и согласия, 1993.
- Гостев А. А.«Дорога в Зазеркалье». М.: Институт психологии РАН, 1998.
- Gostev A., Tucker J.C., Gilliland M. «Zemlyanin: The emerging global citizen? (Essays on the evolution of human consiousness)» Moscow-San Francisco (1995, 1996, 1998),
- «Образная сфера человека в познании и переживании духовных смыслов». М.: ИПРАН, 2001. 84 с.
- Гостев А. А. Психология вторичного образа. М.: Изд-во «Институт психологии РАН», 2007.
- «Психология и метафизика образной сферы человека» (М., Генезис, 2008). ISBN 978-5-98563-137-1
- Гостев А. А., Борисова Н. В. «Психологические идеи в творческом наследии И. А. Ильина: На путях создания психологии духовно-нравственной сферы человеческого бытия» (М., ИПРАН, 2012),
- Гостев А. А. Глобальная психоманипуляция: психологические и духовно-нравственные аспекты. М.: Изд-во «Институт психологии РАН», 2017.

### Статьи
- Гостев А. А. О проблемах становления религиозно-ориентированного психологического знания // Психология. Журнал высшей школы экономики. 2007. Т. 4. С. 35-45.
- Гостев А. А. Адекватность социальных представлений как фактор формирования православного сознания // «Альманах» Научного архива. М.: ПИ РАО, 2008б. С. 151—161. Гостев А. А. Метапсихология новых информационных пространств в духовно-нравственном измерении // Материалы XVII Международных Рождественских чтений «Святоотеческая психология и воспитание человека». М.: ПИ РАО-МГППУ, 2010. С. 68-86.
- Гостев А. А. Святоотеческая и научная психология: на перекрестке проблем // Материалы XVIII Международных Рождественских образовательных чтений «Психология воспитания и образования современного человека: диалог со святоотеческой традицией». М.: ПИРАО-МГППУ, 2011. С. 147—155.
- Гостев А. А. Психология духовно-нравственного начала человека — направление развития методологических основ психологической науки // Актуальные проблемы психологии труда, инженерной психологии и эргономики: Вып. .: Изд-во «Институт психологии РАН», 2011. С. 360—378.
- Гостев А. А. Актуальные проблемы изучения сферы вторичных образов // Психологический журнал. 2012. № 4. С. 17-26.
- Гостев А. А. Манипуляция социальными представлениями путем воздействия на образную сферу личности // Психологическое воздействие: Механизмы, стратегии, возможности противодействия / Под ред. А. Л. Журавлева, Н. Д. Павловой. М.: Изд-во «Институт психологии РАН», 2012. С. 225—246.
- Гостев А. А. Манипулирование образной сферой человека и проблема безопасности личности // Психология безопасности. М.: Изд-во «Институт психологии РАН», 2012. С. 205—226.
- Гостев А. А. Религиозный менталитет как политический фактор: на «перекрестке» исторической и политической психологии // Развитие психологии в системе комплексного человекознания: В 2 ч. Ч. 2 / Отв. ред. А. Л. Журавлев, В. А. Кольцова. М.: Изд-во «Институт психологии РАН», 2012. С. 87-90.
- Гостев А. А. О духовно-нравственных и политико-психологических аспектах фальсификации российской истории // Человек, субъект, личность в современной психологии: Материалы Международной конференции, посвященной 80-летию А. В. Брушлинского. Т. 1 / Отв. ред. А. Л. Журавлев, Е. А. Сергиенко. М.: Изд-во «Институт психологии РАН», . 68-71.
- Гостев А. А. Манипулирование внутренним миром личности: духовно-нравственный аспект (на примере экранных образов) // Психологическое воздействие в межличностной и массовой коммуникации / Отв. ред. А. Л. Журавлев, Н. Д. Павлова. М.: Изд-во «Институт психологии РАН», 2014. С. 54-75.
- Гостев А. А. Психологическое и духовно-нравственное здоровье личности: о некоторых современных симптомах «болезни» // Психологическое здоровье личности и духовно-нравственные проблемы современного российского общества / Отв. ред. А. Л. Журавлев, М. И. Воловикова, Т. В. Галкина. М.: Изд-во «Институт психологии РАН», 2014. С. 132—153.
- Гостев А. А. Влияние православно-христианской традиции на российский менталитет как проблема исторической психологии // Историогенез и современное состояние российского менталитета / Отв. ред. В. А. Кольцова, Е. В. Харитонова. М.: Изд-во «Институт психологии РАН», 2015. С. 25-47.
- Гостев А. А. Духовно-нравственная сфера как «призма» для информационных воздействий // Социально-гуманитарные исследования и технологии: Научно-практический журнал. № 4 (13). 2015. С. 77-82. Гостев А. А. Духовно-нравственная сфера человечества как проблема психологического здоровья и изменённых состояний сознания // Психология сознания: этнонациональные, религиозные, правовые и регулятивные аспекты: Материалы международной научной конференции (15-17 октября .). Самара, 2015. С. 240—245.
- Гостев А. А., Елисеев В. А., Фомин А. Г. К проблеме концептуальнотерминологического перевода святоотеческих описаний психологических реалий // История отечественной и мировой психологической мысли. Постигая прошлое, понимать настоящее, предвидеть будущее: Материалы международной конференции по истории психологии «IV московские встречи», 26-29 июня . М.: Изд-во «Институт психологии РАН», 2006. С. 177—187.
- Гостев В. А., Соснин В. А., Степанов Е. И. На путях становления отечественной конфликтологии // Психологический журнал. Т. 17. № 2. М.: Наука, 1996. С. 114.
- Гостев А. А., Фомин А. Г. Актуальные теоретические и практические проблемы создания православно-христианских Центров духовно-психологической помощи"
- Гостев А. А., Елисеев В. А., Фомин А. Г. «Метафизические аспекты мирового кризиса: о некоторых позициях святоотеческой психологии»
- «О проблемах становления религиозно ориентированного психологического знания»/ Психология № 4/2007
- «О психологических проблемах восприятия Проекта „код давинчи“ в России»
- «Святоотеческая традиция в психологической науке: размышления в начале пути»
- Гостев А. А., Елисеев В. А., Соснин В. А. Святоотеческая мысль как источник историко-психологического анализа // Современная психология: Состояние и перспективы исследований. Ч. 4. «Методологические проблемы историко-психологического исследования». М., 2002
- Гостев А. А., Елисеев В. А., Фомин А. Г. К проблеме концептуально-терминологического перевода святоотеческих описаний психологических реалий // Материалы VI Международной встречи по истории психологии. М., 2007